# مات ألين
مات ألين (بالإنجليزية: Matt Allen)‏ هو لاعب كرة قدم أمريكية أمريكي، ولد في 23 أكتوبر 1977 في مونتغومري في الولايات المتحدة.

## وصلات خارجية
- مات ألين على موقع مرجع كرة القدم المحترفة.كوم (الإنجليزية)